# 準正則元
この記事は現代代数学の分野である環論の文脈における準正則性の概念についてのものです。数学における準正則性の他の概念については、英語版の曖昧さ回避ページ quasiregular をご覧ください。
数学、特に環論において、準正則性 (quasiregularity) の概念は環のジャコブソン根基で研究するための計算的に便利な方法を提供してくれる。直感的には、準正則性は環の元が「悪い」、つまり、望ましくない性質をもっているとはどういうことかを捉える。「悪い元」は準正則である必要があるが、準正則元はかなりあいまいな意味で「悪い」必要はない。この記事においては、主として単位的環に対して準正則性の概念を考える。しかしながら、一節は非単位的環における準正則性の理論に割かれる。これは非可換環論の重要な側面を構成する。

## 定義
R を（単位元をもつ）環とし、 r を R の元とする。このとき r が準正則 (quasiregular) であるとは、1 − r が R の単元である、つまり、乗法について可逆であるということである。右または左準正則性 (right or left quasiregularity) の概念はそれぞれ 1 − r が右または左逆元をもつ状況に対応する。
単位的でない環の元 x が右準正則 (right quasiregular) であるとは、ある y が存在して x + y − xy = 0 となるということである。左準正則 (left quasiregular) 元の概念も同様に定義される。元 y を x の右準逆元 (right quasi-inverse) と呼ぶことがある。環が単位的であれば、この準正則性の定義は上で与えられた定義と一致する。x * y = x + y − xy と書けば、この二項演算 * は結合的である。それゆえ、元が左と右の準逆元を両方とももてば、それらは等しい。

### 注意
準正則性について、別の定義が存在する。すなわち、rng R において、二項演算 {\displaystyle \circ } を {\displaystyle x\circ y=x+y+xy} と定義すると、これにより上記の * と同様 R は 0 を単位元とするモノイドとなり、y ∈ R は、この演算に関して左逆元が存在するときに、左準正則というのである（右準正則も同様）。このとき、R が単位的環であれば、r ∈ R が左（resp. 右）準正則であることと 1 + r が環の乗法について左（resp. 右）逆元を持つことが同値である。
"* による定義"がジャコブソンによるオリジナルのものである。{\displaystyle (-a)*(-b)=-(a\circ b)} であるから、符号を考慮すれば定義を行き来出来る。例えば、一方の定義で y が左準正則であることともう一方の定義で −y が左準正則であることは同値である。
本記事では、"* による定義"を採用するが、上記注意により" {\displaystyle \circ } による定義"でのステートメントに修正することは容易である。

## 例
- R が環であれば、R の加法単位元 0 はつねに準正則である。
- x2 が右（resp. 左）準正則であれば、±x は右（resp. 左）準正則である[10][11]。
- R が環であれば、R のすべての冪零元は準正則である[12][13]。

- 行列はその加法逆元が固有値として −1 をもたなければ行列環において準正則である。より一般に、有界作用素はその加法逆元が −1 がそのスペクトルになければ準正則である[要出典]。
- 単位的バナッハ代数において、{\displaystyle \|x\|<1} であれば、幾何級数 {\displaystyle \sum _{n=0}^{\infty }x^{n}} は収束する。したがって、すべてのそのような x は準正則である。
- R が環で S = R [[X1, ..., Xn]] が R 上 n 不定元形式的冪級数環であれば、S の元が準正則であることとその定数項が R の元として準正則であることは同値である。

## 性質
- （可換とは限らない）環のジャコブソン根基のすべての元は準正則である[14]。実は、環のジャコブソン根基はすべての元が右準正則であるという性質に関して極大な、環の唯一の右イデアルとして特徴づけることができる[15][16]。しかしながら、右準正則元がジャコブソン根基の元であるとは限らない[17]。これは記事の初めのリマークを正当化する - 準正則元が「悪い」必要はないが、「悪い元」は準正則である。環のジャコブソン根基の元はしばしば「悪い」と思われる。

- 環の元が冪零かつ中心的であれば、それは環のジャコブソン根基の元である[18]。これはその元で生成される単項右イデアルが準正則（実は冪零）元のみからなるからだ。

- 環の元 r ≠ 0 が冪等であれば、環のジャコブソン根基の元ではありえない[19]。これは冪等元が準正則ではありえないからだ。この性質は、上記の性質と同様、記事のトップで与えられた、準正則性の概念はジャコブソン根基で研究するときに計算的に便利であるというリマークを正当化する[1]。

## 半環への一般化
準正則元の概念は直ちに半環 (semiring) へと一般化される。a が半環 S の元であれば、S から自身へのアフィン写像は {\displaystyle \mu _{a}(r)=ra+1} である。S の元 a が右準正則 (right quasiregular) であるとは、{\displaystyle \mu _{a}} が一意とは限らない固定点をもつときにいう。各そのような固定点は a の左準逆元 (left quasi-inverse) と呼ばれる。b が a の左準逆元でさらに b = ab + 1 であれば、b は a の準逆元 (quasi-inverse) と呼ばれる。準逆元をもつ半環の任意の元を準正則 (quasiregular) と言う。半環のすべてではなく一部の元が準正則であるということはあり得る。例えば、通常の加法と乗法による非負の実数の半環において、{\displaystyle \mu _{a}} は固定点 {\displaystyle {\frac {1}{1-a}}} をすべての a < 1 に対してもつが、a ≥ 1 に対しては固定点をもたない。半環のすべての元が準正則であれば半環は準正則半環 (quasi-regular semiring)、閉半環 (closed semiring)、あるいは時折レーマン半環 (Lehmann semiring)と呼ばれる（後者は Daniel J. Lehmann の論文 に敬意を払っている）。
準正則半環の例はクレイニ代数（それらの中でも顕著に、正則表現の代数）によって提供される。そこでは準逆元は最小固定点解として定義される単項演算（a* で表記される）の役割に持ち上げられる。クレイニ代数は加法的に冪等であるがすべての準正則半環がそうであるわけではない。非負実数の例を無限大を含むように拡張でき、それは任意の元 a ≥ 1 の準逆元が無限大である準正則半環になる。この準正則半環はしかしながら加法的に冪等ではないので、クレイニ代数でない。しかしながらそれは complete semiring である。より一般に、すべての complete semiring は準正則である。用語 closed semiring は実は著者によってはただの準正則ではなく complete semiring を意味するために用いられる。
Conway 半環はまた準正則である。2つの Conway の公理は実は独立である、つまり、the product-star [Conway] axiom, (ab)* = 1 + a(ba)*b のみを満たし the sum-star axiom, (a + b)* = (a*b)*a* を満たさない半環が存在し、and vice-versa。半環が準正則であることを意味しているのは the product-star [Conway] axiom である。その上、可換半環が準正則であることと the product-star Conway axiom を満たすことは同値である。
準正則半環は最短経路問題の一般化である algebraic path problems において現れる。